# W Normae
W Normae är en halvregelbunden variabel av SRB-typ i stjärnbilden Vinkelhaken.
Stjärnan har visuell magnitud +8,9 och varierar i amplitud med 0,78 magnituder och en period av 134,7 dygn.